# Cymatura nigra
Cymatura nigra är en skalbaggsart som beskrevs av Franz 1954. Cymatura nigra ingår i släktet Cymatura och familjen långhorningar.
Artens utbredningsområde är:
- Burundi.
- Rwanda.

Inga underarter finns listade i Catalogue of Life.